# Merve Çoban
Merve Çoban (* 25. Januar 1993 in Samsun) ist eine türkische Karateka. Sie kämpft in der Gewichtsklasse bis 61 Kilogramm.

## Karriere
Merve Çoban ging im Erwachsenenbereich zunächst in der Gewichtsklasse bis 68 Kilogramm an den Start und gewann in dieser bei den Europameisterschaften 2014 in Tampere im Einzel die Silbermedaille. Noch besser verlief der Mannschaftswettbewerb, in dem sie sogleich Europameisterin wurde. Mit der Mannschaft belegte sie im selben Jahr außerdem den dritten Platz bei den Weltmeisterschaften in Bremen. Ab 2015 kämpfte sie hauptsächlich in der Gewichtsklasse bis 61 Kilogramm und sicherte sich bei den Europaspielen in Baku hinter Lucie Ignace die Silbermedaille. Darüber hinaus erreichte sie bei den Europameisterschaften in Istanbul mit der Mannschaft Rang drei. Diese Platzierung wiederholten die Türkinnen 2016 in Montpellier. In der Einzelkonkurrenz unterlag sie im Finale erneut Lucie Ignace. Dieselbe Medaillenausbeute gelang Çoban bei den Europameisterschaften 2017 in İzmit, wobei sie dieses Mal Bronze im Einzel und Silber mit der Mannschaft gewann. Eine weitere Bronzemedaille im Einzel folgte bei den Europameisterschaften 2018 in Novi Sad.
Die Europaspiele 2019 in Minsk beendete sie nach einer Halbfinalniederlage gegen Anita Serjohina ebenfalls auf Rang drei. In Guadalajara wurde Çoban  2019 schließlich erstmals Europameisterin im Einzel. Mit der Mannschaft wurde sie zum zweiten Mal nach 2017 Vizeeuropameisterin und wiederholte diesen Erfolg mit der Mannschaft nochmals 2021 in Poreč. Für die 2021 ausgetragenen Olympischen Spiele 2020 in Tokio qualifizierte sich Çoban über die Olympische Rangliste. Die Gruppenphase überstand sie mit zwei Siegen in vier Kämpfen als Zweite und traf im Halbfinale auf Jovana Preković. Dieser unterlag sie mit 0:2 und erhielt damit automatisch die Bronzemedaille. Preković wurde schließlich Olympiasiegerin vor Yin Xiaoyan, die die Silbermedaille erhielt. Die zweite Bronzemedaille ging an Giana Farouk.